# Markus Larsson
Lars Markus Larsson (Kil, 9 gennaio 1979) è un ex sciatore alpino svedese specialista dello slalom speciale.

## Biografia

### Stagioni 1994-2000
Originario di Karlstad e attivo in gare FIS dal novembre del 1994, Larsson ha esordito in Coppa Europa in occasione della discesa libera di Les Orres del 15 gennaio 1996 (84º). Nel 1997 ha vinto la medaglia d'oro nella combinata e due medaglie di bronzo, nel supergigante e nello slalom gigante, ai Mondiali juniores di Schladming.
Il 1º marzo 1999 ha colto a Kiruna in slalom speciale il suo primo podio in Copa Europa (3º) e il 23 novembre dello stesso anno ha esordito in Coppa del Mondo, a Beaver Creek in slalom speciale, senza completare la prova. Il 21 gennaio 2000 ha vinto la sua prima gara di Coppa Europa, lo slalom speciale di Courchevel.

### Stagioni 2001-2006
Il 19 novembre 2000 ha conquistato i suoi primi punti in Coppa del Mondo grazie al 24º posto ottenuto nello slalom speciale di Park City; ai successivi Mondiali di Sankt Anton 2001, suo esordio iridato, nella medesima specialità è stato 18º. L'anno dopo ha preso parte ai suoi primi Giochi olimpici invernali: a Salt Lake City 2002 è stato 7° nello slalom speciale.
Ai Mondiali di Sankt Mortiz 2003 ha gareggiato, oltre che nello slalom speciale (10º), anche nella combinata (6º). Ha conquistato il suo primo podio in Coppa del Mondo il 9 gennaio 2005 nello slalom speciale di Chamonix, classificandosi al 3º posto. Il mese dopo ai Mondiali di Bormio/Santa Caterina Valfurva è stato, sempre nello slalom speciale, 4º. Nella stagione 2005-2006 ha partecipato ai XX Giochi olimpici invernali di Torino 2006 (11° nella combinata, non ha concluso lo slalom speciale) e ha conquistato la prima vittoria in Coppa del Mondo, il 18 marzo 2006 a Åre in slalom speciale

### Stagioni 2007-2016
Il 18 dicembre 2006 ha ottenuto in Alta Badia la sua seconda e ultima vittoria in Coppa del Mondo, nonché ultimo podio, sempre in slalom speciale; ai successivi Mondiali di Åre 2007 ha vinto la medaglia d'argento nella gara a squadre, mentre non ha concluso le prove di slalom speciale e di supercombinata. Ai XXI Giochi olimpici invernali di Vancouver 2010 non ha gareggiato nello slalom speciale, ma nella discesa libera (43°), nello slalom gigante (27°) e nella supercombinata (13°).

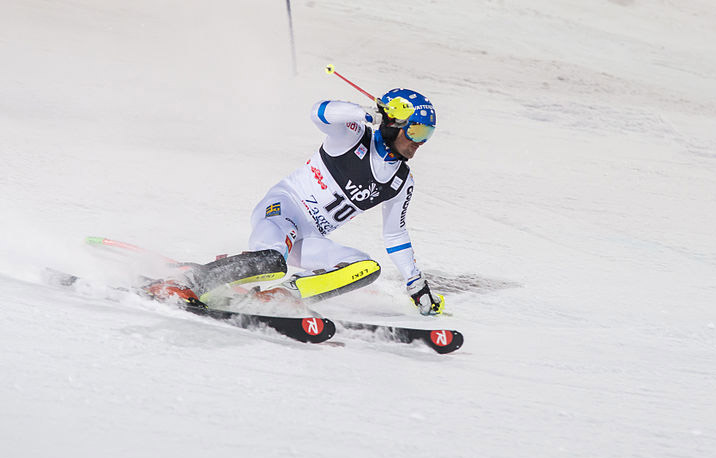
Markus Larsson in gara a Zagabria Sljeme il 6 gennaio 2015

Ai Mondiali di Schladming 2013 non ha concluso la prova di slalom, così come ai successivi XXII Giochi olimpici invernali di Soči 2014, suo congedo olimpico; l'anno dopo ai Mondiali di Vail/Beaver Creek 2015, ultima presenza iridata di Larsson, si è aggiudicato la medaglia di bronzo nella gara a squadre (partecipando come riserva) ed è stato 7º nello slalom speciale. Si è ritirato al termine della stagione 2015-2016; la sua ultima gara in carriera è stato lo slalom speciale di Coppa del Mondo disputato ad Adelboden il 10 gennaio, che non ha portato a termine.

## Palmarès

### Mondiali
- 1 medaglia:
  - 1 argento (gara a squadre a Åre 2007)
  - 1 bronzo (gara a squadre a Vail/Beaver Creek 2015)

### Mondiali juniores
- 3 medaglie:
  - 1 oro (combinata a Schladming 1997)
  - 2 bronzi (supergigante, slalom gigante a Schladming 1997)

### Coppa del Mondo
- Miglior piazzamento in classifica generale: 22º nel 2007
- 4 podi (tutti in slalom speciale):
  - 2 vittorie
  - 1 secondo posto
  - 1 terzo posto

#### Coppa del Mondo - vittorie
| Data             | Località   | Paese  | Specialità |
| ---------------- | ---------- | ------ | ---------- |
| 18 marzo 2006    | Åre        | Svezia | SL         |
| 18 dicembre 2006 | Alta Badia | Italia | SL         |

Legenda:

SL = slalom speciale

#### Coppa del Mondo - gare a squadre
- 2 podi:
  - 1 vittoria
  - 1 terzo posto

### Coppa Europa
- Miglior piazzamento in classifica generale: 11º nel 2000
- 7 podi (tutti in slalom speciale):
  - 2 vittorie
  - 3 secondi posti
  - 2 terzi posti

#### Coppa Europa - vittorie
| Data            | Località                   | Paese   | Specialità |
| --------------- | -------------------------- | ------- | ---------- |
| 20 gennaio 2000 | Courchevel                 | Francia | SL         |
| 22 gennaio 2001 | Donnersbachwald Riesneralm | Austria | SL         |

Legenda:

SL = slalom speciale

### Nor-Am Cup
- Miglior piazzamento in classifica generale: 55º nel 2003
- 2 podi:
  - 1 vittoria
  - 1 terzo posto

#### Nor-Am Cup - vittorie
| Data            | Località        | Paese       | Specialità |
| --------------- | --------------- | ----------- | ---------- |
| 4 dicembre 2014 | Copper Mountain | Stati Uniti | SL         |

Legenda:

SL = slalom speciale

### Campionati svedesi
- 6 medaglie (dati parziali fino al 2004)[2]:
  - 1 oro (slalom speciale nel 2000)
  - 5 argenti (slalom speciale nel 1998; slalom gigante, slalom speciale nel 1999; slalom speciale nel 2001; slalom speciale nel 2002)